# Seebachsee
Der Seebachsee ist ein kleiner Karsee auf einem Talboden in einer Höhe von 2085 m ü. A. im Pinzgau.
Er liegt in einem linken, westlichen Seitental des Obersulzbachtals und unterhalb des Hütteltalkopfes (2962 m). Der See ist von der Berndlalm zu erreichen. Der Abfluss ins Obersulzbachtal ist etwa 1 km lang und überwindet einen Höhenunterschied von ca. 600 m. Er wird begleitet von mehreren Wasserfällen und einer Klamm.

## Naturdenkmal Seebachfall

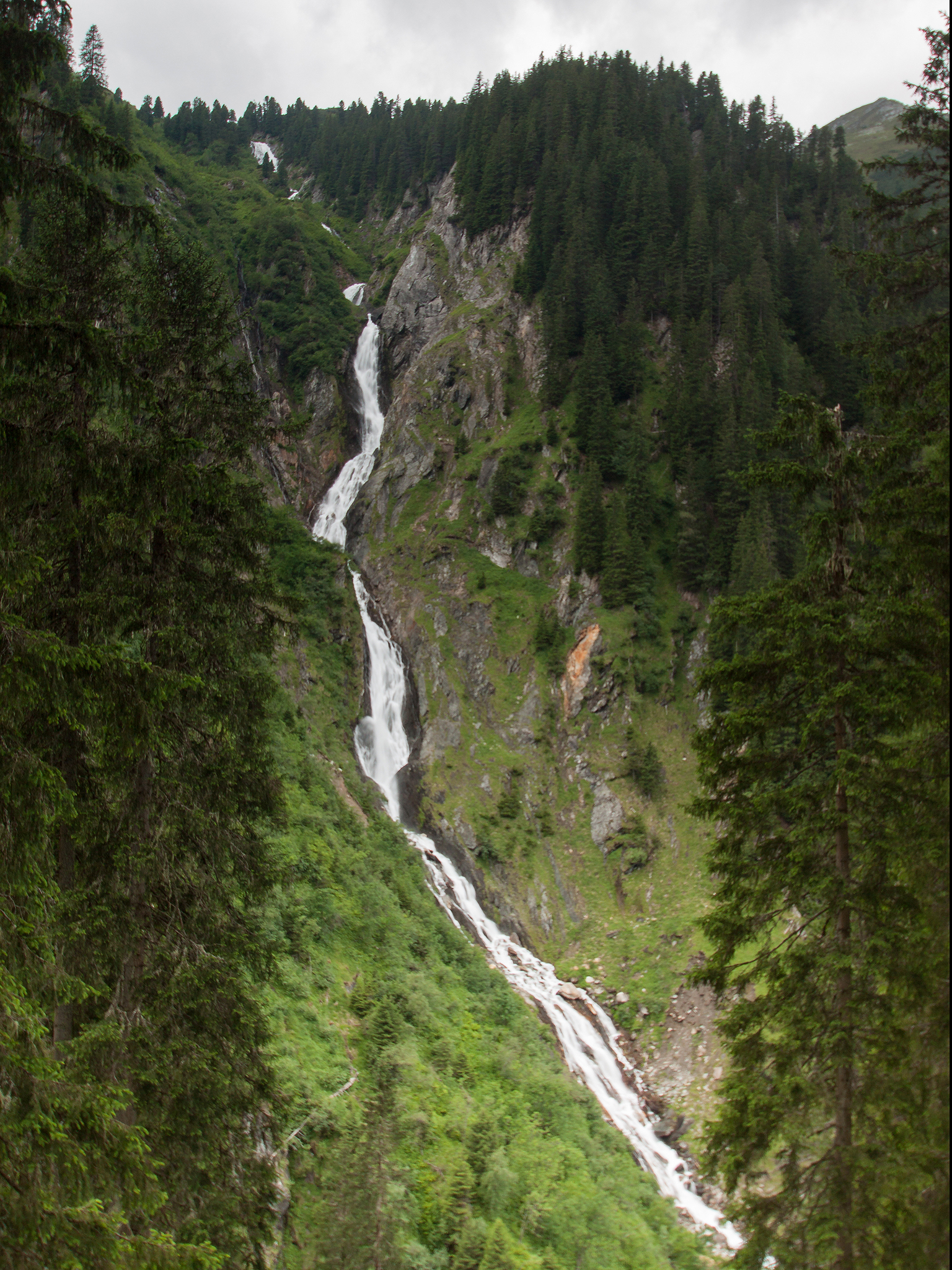
Seebachfall im Obersulzbachtal

Sehenswert ist der Wasserfall bei der Taltrogwand sowie der Seebachfall. Der Zweitgenannte gehört zu den bedeutendsten Naturdenkmälern (NDM00204) im Obersulzbachtal, er liegt etwa 100 m nordwestlich des Gasthauses Berndlalm. Auf einer Seehöhe von 1400 bis 1500 m stürzt er über eine ca. 100 m hohe Felswand im Zentralgneis (⊙). Er prägt das Landschaftsbild, mitgeschützt ist ein beidseitiger Grundstreifen von 10 m Breite. Das unter Schutz gestellte Gebiet hat eine Größe von 0,93 ha und ist seit 4. März 1986 Naturdenkmal.